# Paralejurus
Paralejurus è stato un trilobita dell'ordine dei Corynexochida, famiglia Scutelluidae vissuto nell'era del Devoniano.

## Descrizione
Questo trilobite presenta uno scudo cefalico convesso e quasi semicircolare. I solchi dorsali attenuati significano che le linee di sutura glabellari possono essere poco marcate o non visibili.
Le spine genali non sono presenti e gli occhi sono situati posteriormente. Nei nove segmenti toracici, l'asse non si differenzia chiaramente dalle pleure. Il grande scudo caudale a forma di ventaglio presenta un asse relativamente corto.
raggiungeva in lunghezza 10 cm circa.

## Habitat
Paralejurus viveva nelle acque calde dell'ambiente di piattaforma. Questo genere è comune solo sporadicamente nei calcari depostisi in acque basse, la sua distribuzione geografica è mondiale.